# Joppa parva
Joppa parva là một loài tò vò trong họ Ichneumonidae.